# Subaru (revue 1970)
Ne pas confondre avec la revue homonyme Subaru (revue 1909)
Pour les articles homonymes, voir Subaru (homonymie).
Subaru (すばる) est une revue littéraire japonaise publiée par les éditions Shūeisha depuis mai 1970. Le rythme de parution est trimestriel de la première édition jusqu'en septembre 1976, puis bimestriel pendant près de trois ans et mensuel depuis mai 1979. À l'occasion de la parution mensuelle, l'éditeur change le format qui passe de B6 à DIN-A5. En plus du magazine Subaru qui relève de la littérature dite « pure » (純文学, Junbungaku), l'éditeur publie également une revue littéraire de distraction, le Shōsetsu Subaru (小説すばる)).
Chaque mois de novembre, la revue décerne le prix Subaru de littérature (すばる文学賞, Subaru Bungakushō). Depuis 2007, le rédacteur en chef est Ikeda Chiharu.
Avec Gunzō (群像), Shinchō (新潮), Bungakukai (文學界) et Bungei (文藝), la revue Subaru fait partie des cinq plus importants magazines littéraires du Japon.

## Sources
- (de) Cet article est partiellement ou en totalité issu de l’article de Wikipédia en allemand intitulé « Subaru (Zeitschrift) » (voir la liste des auteurs).